# Shujiao Huanghou
Shujiao Huanghou, (xinès simplificat: 水饺皇后, pinyin: Shuǐjiǎo huánghòu, literalment 'L'emperadriu dels cocotets', anglès: The Dumpling Queen), és una pel·lícula dramàtica de la Xina continental de 2025 dirigida per Andrew Lau, protagonitzada per Ma Li, amb cameos de Kara Hui i Zhu Yawen. Relata l'experiència vital de Zang Jianhe, fundadora de la marca hongkongesa de massa per a cocotets "Wan Chai Pier".

## Producció
La pel·lícula va començar a rodar-se oficialment l'octubre de 2023 a la muntanya Xiqiao, Foshan. El 22 de novembre de 2023, es va anunciar que la pel·lícula s'havia completat.